# حقيقة جوليت (فلم 1997)
حقيقة جوليت (بالإنجليزية: The Truth About Juliet) هو فيلم كوميدي عن أربعة أصدقاء في لوس أنجلوس. أنتج الفيلم عام 1997م.

## وصلات خارجية
مقالات تستعمل روابط فنية بلا صلة مع ويكي بيانات